# Mewa delawarska
Mewa delawarska (Larus delawarensis) – gatunek dużego ptaka wodnego z rodziny mewowatych (Laridae), zamieszkujący Amerykę Północną. Nie jest zagrożony wyginięciem. Nie wyróżnia się podgatunków.

## Zasięg występowania
Mewa delawarska w sezonie lęgowym występuje od południowej Alaski i północnych wybrzeży Zatoki Świętego Wawrzyńca po południowe części Oregonu, Kolorado i północną część stanu Nowy Jork. Zimuje od Kolumbii Brytyjskiej, Wielkich Jezior Północnoamerykańskich i Maine na południe po środkową Kalifornię, wybrzeża Zatoki Meksykańskiej, południowy Meksyk oraz Wielkie i Małe Antyle. Pojawia się również na Hawajach, Bermudach, rzadko w Europie. Do Polski zalatuje sporadycznie – do 2021 roku stwierdzono ją 10 razy (osobniki powracające w kolejnych latach liczone są jako jedno stwierdzenie).

## Morfologia

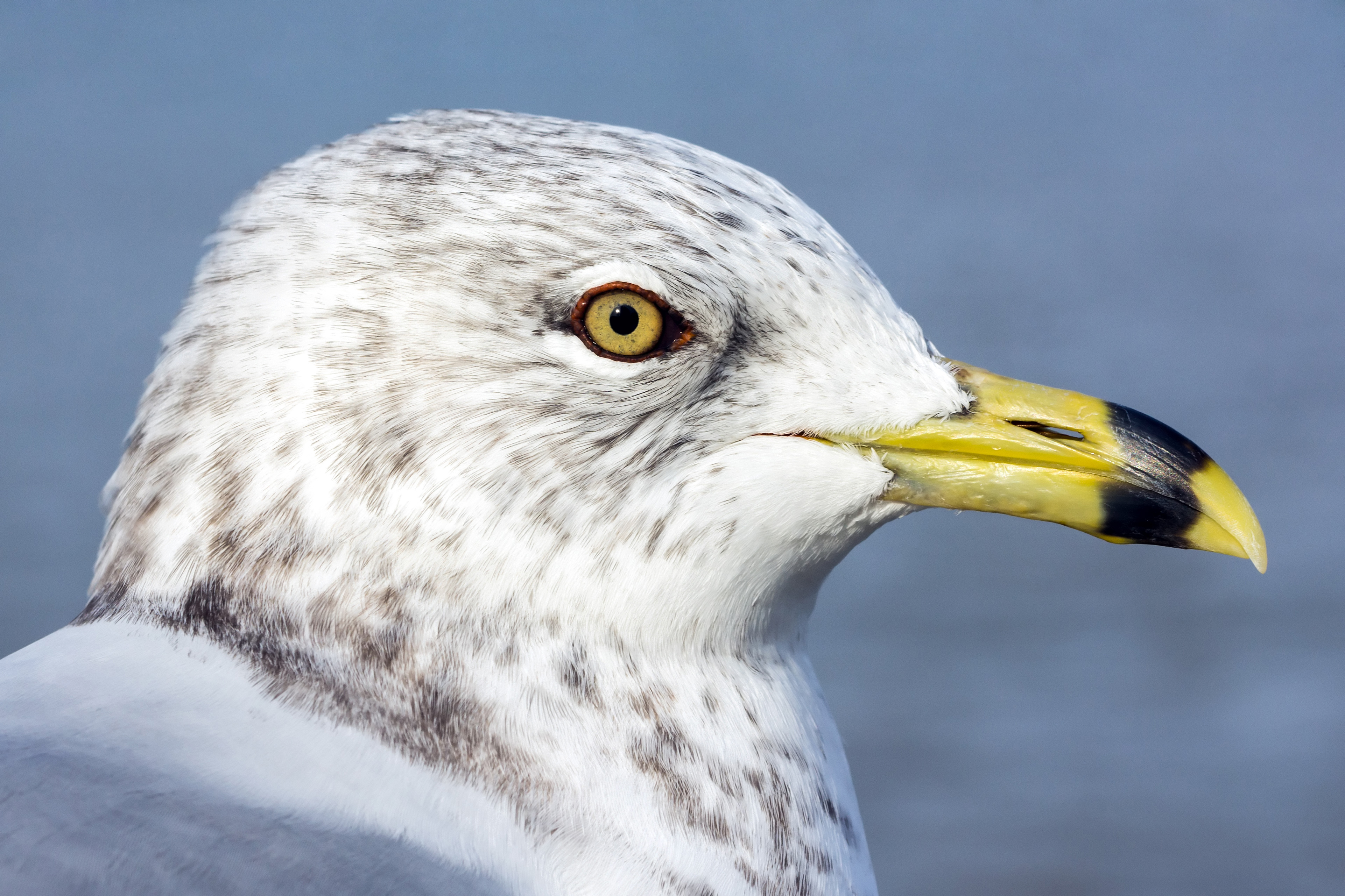
Charakterystyczna czarna obwódka na dziobie, osobnik w szacie spoczynkowej

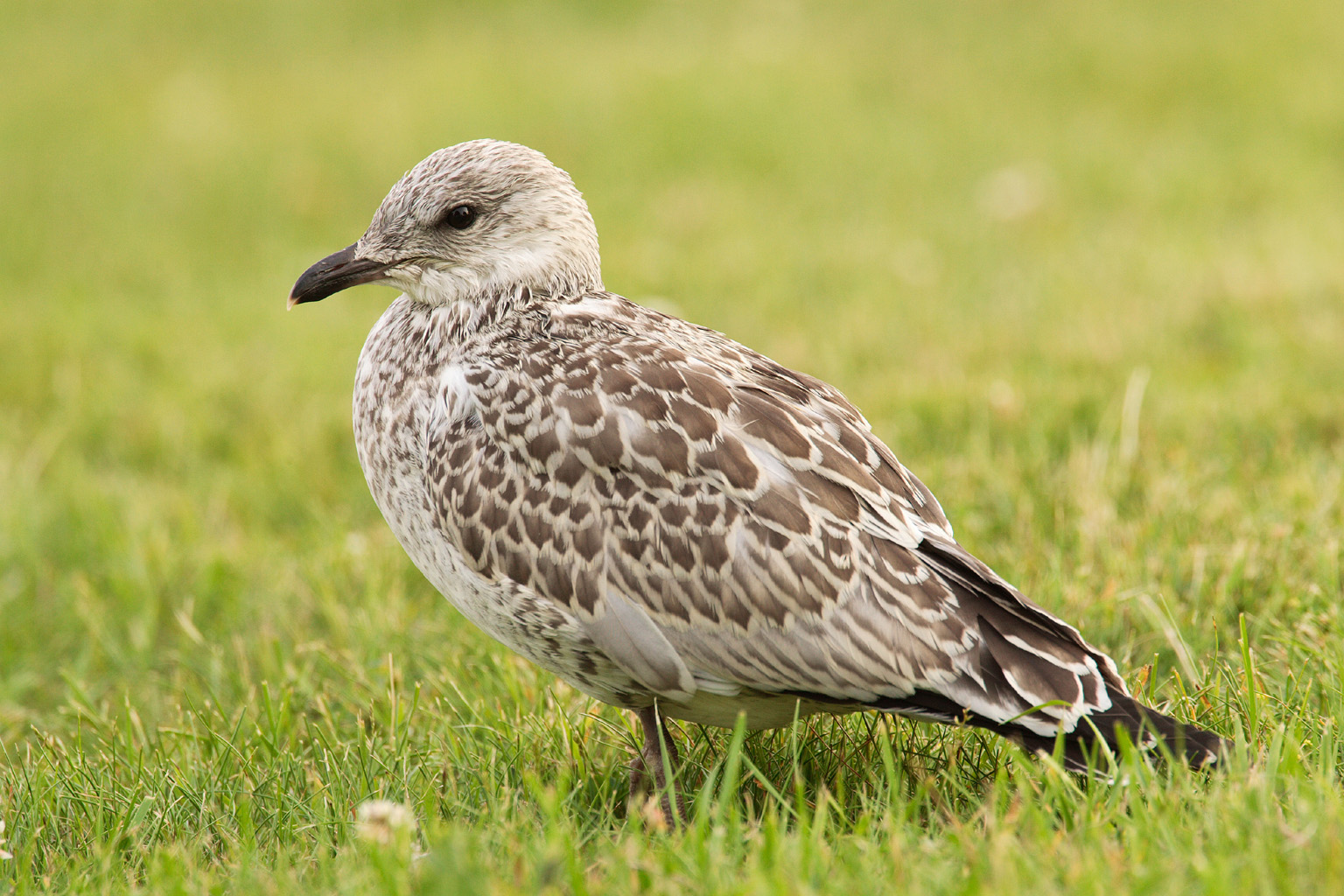
Osobnik młodociany

WyglądBrak wyraźnego dymorfizmu płciowego, ale samce są nieco większe i cięższe od samic. Grzbiet i wierzch skrzydeł popielate, końcówki czarne z białymi plamami. Reszta ciała biała. Dziób żółty z czarną obwódką w pobliżu końca. Nogi żółte. Osobniki młodociane w pierwszym roku życia brązowe z ciemnym deseniem, o bardzo ciemnych końcach skrzydeł i ogona. W drugim roku życia upodabniają się do dorosłych, lecz koniec ogona nadal pozostaje ciemny.
Wymiary średniedługość ciała ok. 40–55 cm
rozpiętość skrzydeł ok. 120–130 cm
masa ciała ok. 300–700 g

## Ekologia i zachowanie
BiotopGłównie wody śródlądowe, ale również wybrzeża morskie. Lubi piaszczyste wybrzeża o rzadkiej roślinności, lecz spotykana również na wybrzeżach kamienistych. Częsty gość portów.
GniazdoZ reguły na ziemi, lecz obserwowano również gniazda na drzewach (miało to miejsce nad jeziorami). Zazwyczaj monogamiczne, lecz w gęstych koloniach zdarza się, że trójka ptaków (samiec i dwie samice) wspólnie budują gniazdo, w którym jaja składają obie samice kryte przez tego samego samca. Wówczas cała trójka opiekuje się lęgiem.
JajaW ciągu roku wyprowadza jeden lęg, składając w maju–sierpniu 2–4 (zwykle 3) cętkowane, bladoniebieskie, zielonkawe lub brązowe jaja.
Wysiadywanie, pisklętaJaja wysiadywane są przez okres 20–31 dni przez obydwoje rodziców. Pisklęta zdobywają zdolność do lotu w wieku 5 tygodni.
PożywienieWszystkożerna. Głównie kręgowce lądowe i wodne (ryby, gryzonie, pisklęta i jaja ptaków); także owady czy materia roślinna, np. owoce. W miastach również odpadki, a na wodach odpadki wyrzucane ze statków.

## Status i ochrona
Międzynarodowa Unia Ochrony Przyrody (IUCN) uznaje mewę delawarską za gatunek najmniejszej troski (LC – Least Concern) nieprzerwanie od 1988 roku. Całkowitą liczebność populacji szacowano w 2018 roku na 2 550 000 osobników. Trend liczebności populacji uznawany jest za wzrostowy.
W Polsce podlega ścisłej ochronie gatunkowej.